# Institut per a l'Estudi de la Guerra
L'Institut per a l'Estudi de la Guerra (oficialment i en anglès Institute for the Study of War, ISW) és un grup de recerca i un grup de reflexió sense ànim de lucre estatunidenc fundat el 2007 per la historiadora militar Kimberly Kagan i amb seu a Washington, DC ISW ofereix investigacions i anàlisis sobre qüestions de defensa i afers exteriors. Ha produït informes sobre la guerra civil siriana, la guerra a l'Afganistan i la guerra de l'Iraq, "centrant-se en operacions militars, amenaces enemigues i tendències polítiques en diverses zones de conflicte". Actualment, l'ISW publica informes diaris sobre la invasió russa d'Ucraïna el 2022 així com les protestes de Mahsa Amini a l'Iran.
ISW es va fundar com a resposta a l'estancament de les guerres de l'Iraq i l'Afganistan, amb el finançament bàsic proporcionat per un grup de contractistes de defensa. Segons una declaració de la missió al seu lloc web, ISW pretén proporcionar "anàlisi en temps real, independent del govern i de codi obert de les operacions militars en curs i els atacs insurgents". Actualment, l'organització opera com una entitat sense ànim de lucre, recolzada en part per contribucions de contractistes de defensa.